# Arquebisbat d'Albi
L’arquebisbat d'Albi és una divisió eclesiàstica de França que té com a capçalera la ciutat d'Albi i comprèn el departament del Tarn. En són sufragànies les diòcesis de Rodés (francès: Rodez), Castres (francès: Castres), Vabre (francès: Vabres), Caors (francès: Cahors) i Mende.
La fundació s'atribueix a Sant Clari i al seu deixeble Antimi. Però el primer bisbe conegut fou Diogenià (cap al 406). En aquell moment la civitas Albigensis formava part de la província romana de l'Aquitània primera i depenia eclesiàsticament de l'arquebisbat de Bourges. Del bisbat depenien les abadies de Castras (fundada per Carlemany) i Gaillac (fundada pel comte Ramon I de Tolosa el 960). La ciutat d'Albi va pertànyer als bisbes que van haver de compartir el poder amb els vescomtes. Al segle xiii la diòcesi era molt favorable als càtars i va tenir bisbe càtar. El Concili d'Albi el 1254 va posar fi a l'arrelament de la doctrina càtara. El 1268 els bisbes van veure reconeguda la seva senyoria sobre la ciutat.
El 1678 el bisbat d'Albi fou elevat a arquebisbat però va perdre aquesta categoria el 1790 després de la revolució. Va ser restablert el 1822 i va tenir per sufragània la diòcesi de Perpinyà que després se'n va separar. El cardenal de Bernis, ambaixador de Lluís XV de França a Roma, fou bisbe d'Albi del 1764 al 1794.